# Unidos da Toca do Lobo
Unidos da Toca do Lobo é uma escola de samba do carnaval de Uruguaiana, Brasil.

## História
A Unidos da Toca do Lobo foi fundada em 6 de fevereiro de 1980. O símbolo é um lobo e suas cores o azul e o amarelo. A sede da escola fica na rua Flores da Cunha. Depois das escolas tidas como grandes, é uma das mais antigas, mas nunca conquistou um campeonato entre as principais escolas, apenas dos grupos de acesso.

## Segmentos

### Presidentes
| Nome                  | Mandato                | Ref.  |
| --------------------- | ---------------------- | ----- |
| Elder Lobo            | ? - ?                  | [ 3 ] |
| Lourdes Trindade      | ? - ?                  | [ 1 ] |
| Elder Molina Trindade | ? de 2014 - atualidade | [ 4 ] |

### Presidentes de Honra
| Nome       | Mandato | Ref.  |
| ---------- | ------- | ----- |
| Elder Lobo | ? - ?   | [ 5 ] |

### Diretores
| Ano  | Diretor de Carnaval | Diretor geral de harmonia | Mestre de bateria | Ref.  |
| ---- | ------------------- | ------------------------- | ----------------- | ----- |
| 2009 |                     |                           | Gilnei Mongeló    | [ 5 ] |

### Casal de Mestre-sala e Porta-bandeira
| Ano  | Nome                                            | Ref.  |
| ---- | ----------------------------------------------- | ----- |
| 2009 | Alexandre Alves Ribeiro e Elaine Santos Ribeiro | [ 5 ] |

### Rainhas de Bateria
| Período | Rainha | Madrinha        | Ref.  |
| ------- | ------ | --------------- | ----- |
| 2009    |        | Quitéria Chagas | [ 5 ] |

## Carnavais
| Ano  | Colocação    | Grupo  | Enredo | Carnavalesco         | Intérprete        | Ref.                 |
| ---- | ------------ | ------ | --- | -------------------- | ----------------- | -------------------- |
| 1998 |              |        | Natureza - Uma mensagem de amor.                                                                                    |                      |                   | [ 6 ]                |
| 1999 | Não desfilou |        | |                      |                   | [ 2 ]                |
| 2000 |              | 1º     | |                      |                   | [ 2 ]                |
| 2001 | Campeã       | 2º     | O mundo do circo.                                                                                                   |                      |                   | [ 7 ]                |
| 2002 | 6º lugar     | 1º     | Brasil de festas mil.                                                                                               |                      |                   | [ 2 ]                |
| 2003 | Campeã       | 2º     | Na geração do futuro, a transformação de um mundo novo.                                                             |                      |                   | [ 8 ]                |
| 2004 | 6º lugar     | 1º     | Sou forte, sou herói, sou nobre, sou rei.                                                                           |                      |                   | [ 9 ]                |
| 2005 | Campeã       | 2º     | Ninguém é mais Toca do que eu. Compositores: Fernando, Geferson, Leandro e Gelson                                   | Lourdes e Carol      |                   | [ 10 ] [ 2 ] [ 11 ]  |
| 2006 | 6º lugar     | 1º     | A evolução da humanidade: o que fomos, o que somos, o que seremos?                                                  |                      |                   | [ 2 ]                |
| 2007 | Campeã       | 2º     | Samba em aquarela.                                                                                                  |                      |                   | [ 2 ] [ 12 ]         |
| 2008 | 7º lugar     | 1º     | No caos total surge ele: O quinto elemento dotado de poderes especiais.                                             |                      |                   | [ 2 ]                |
| 2009 | 8º lugar     | 1º     | Kizomba, uma festa para os filho de Afra                                                                            |                      | Everton Alves     | [ 5 ] [ 13 ]         |
| 2010 | 3º lugar     | 2º     | |                      |                   |                      |
| 2011 | 4º lugar     | 2º     | A Cultura Popular com Alegria Vou Festejar                                                                          |                      |                   | [ 14 ] [ 15 ]        |
| 2012 | Vice-campeã  | 2º     | Mitos, Mistérios e Magias da Amazônia. Venham Sonhar e Festejar! Compositores:Cizinha do Cavaco e Patrícia de Guyan | Matheus Lírio Mendes | Cizinha do Cavaco | [ 16 ] [ 17 ]        |
| 2013 | 3º lugar     | Acesso | |                      |                   | [ 18 ]               |
| 2014 | Vice-campeã  | 2º     | Intérprete:Cizinha do Cavaco                                                                                        | Matheus Lírio Mendes |                   | [ 16 ] [ 19 ] [ 20 ] |
| 2015 | 2º lugar     | 2º     | |                      |                   | [ 21 ]               |
| 2016 | Campeã       | 2º     | Optchá - O Povo Cigano Vem Com a Toca Encantar                                                                      |                      |                   | [ 22 ] [ 23 ]        |
| 2017 | Vice-campeã  | Acesso | Toca do Lobo Iluminando a Multidão                                                                                  |                      |                   | [ 24 ]               |

## Títulos
- Campeã do Acesso (antigo Grupo 2): 2001, 2003, 2005, 2007.
- Campeã do Grupo 2: 2016